# Hinamacuri

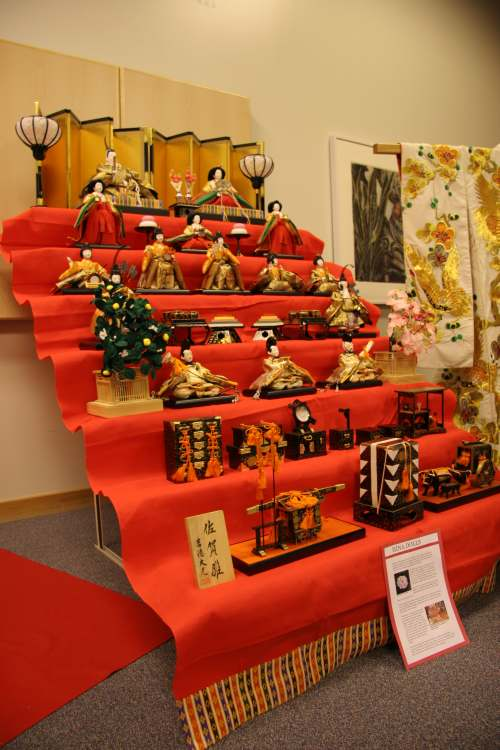
Sedmipatrový podstavec se sadou panenek hinaningjó

Hinamacuri, jiným přepisem také hina-matsuri (japonsky 雛祭り), česky svátek panenek  nebo den dívek je japonský svátek, který se slaví 3. března. V tento den se na několikapatrovém podstavci pokrytém červeným přehozem vystaví sada ozdobných panenek (figurek) nazývaná hinaningjó (雛人形). Tyto panenky představují císaře, císařovnu, jejich sluhy, a hudebníky v tradičním dvorním oblečení z období Heian.
Vedle podstavce pak je místo pro sake, rýžové vdolečky, různé pamlsky a květiny.

## Původ a význam

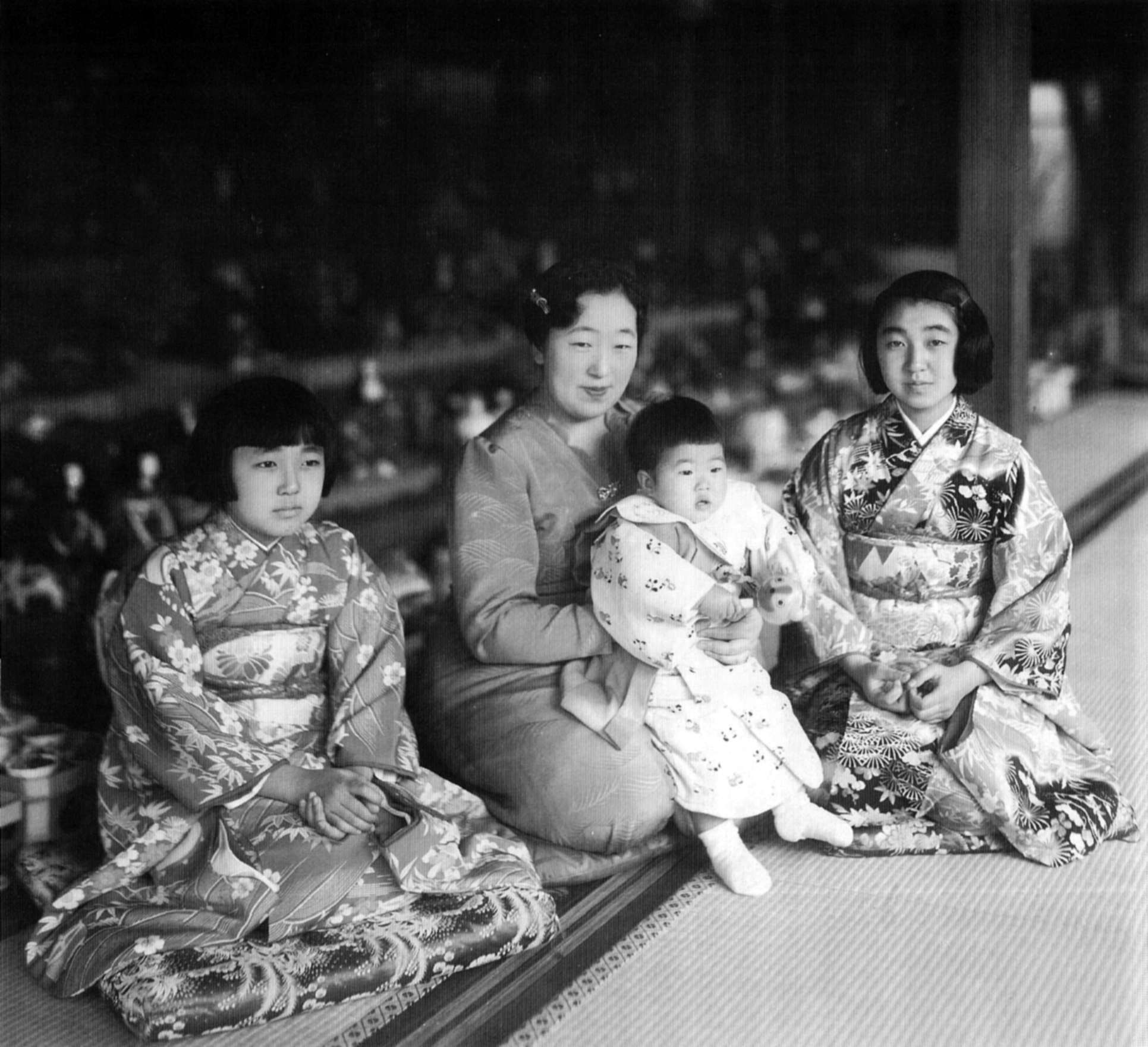
Císařovna Kódžun navštěvující festival se svými dcerami, asi 1940

Zvyk zobrazující panenky začaly v období Heian. Lidé věřili, že panenky mají moc do sebe pojmout zlé duchy. Hinamacuri má původ ve starověkému japonském zvyku nazývaném nagaši-bina, kdy se slaměná panenka posílá po vodě k moři, aby s sebou odnesla problémy a špatnou náladu.
Říká se, že poprvé byly panenky Hina vystaveny tak, jak jsou nyní v rámci festivalu broskví, když mladá princezna Meišó v roce 1629 nastoupila na trůn svého otce, císaře Go-Mizunóa, který se vzdal trůnu. Vzhledem k tomu, že císařovny vládnoucí v Japonsku v té době neměly dovoleno se vdávat, její matka, Tokugawa Masako, vytvořila z panenek aranžmá zobrazující Meišó blaženě provdanou. Hinamacuri se pak oficiálně stal názvem festivalu v roce 1687. Výrobci panenek začali pro festival vyrábět propracované panenky (některé až 0,91 metru vysoké, než byly schváleny zákony omezující jejich velikost). Postupem času se hinakazari vyvinulo tak, že zahrnovalo patnáct panenek a doplňků. Jak se panenky zdražovaly, byly k hinadanu přidány stupně, aby ty drahé mohly být umístěny mimo dosah malých dětí.
Během období Meidži, kdy se Japonsko začalo modernizovat a císař se vrátil k moci, bylo Hinamacuri upozaděno ve prospěch nových svátků, které se zaměřovaly na císařovo předpokládané pouto s národem, nicméně postupně bylo obnoveno. Svátek se poté prostřednictvím japonské menšiny rozšířil do dalších zemí, i když zůstává omezen na japonské komunity přistěhovalců a jejich potomky.
Obvyklým nápojem tohoto svátku je amazake, sladký a nealkoholický druh sake z vykvašené rýže; obvyklým jídlem je barevné pečivo arare velikosti sušenky a ochucené sójovou omáčkou. Servíruje se také polévka uvařená ze sójové omáčky a obsahující škeble se skořápkou. Skořápky škeble v ní jsou považovány za symbol soudržného a spokojeného páru, protože pár skořápek škeblí se hodí přesně k sobě navzájem a žádná jiná nemůže některou z dvojice nahradit.